# Liste von gepanzerten Schleppern gemäß den Kennblätter fremden Geräts D 50/12

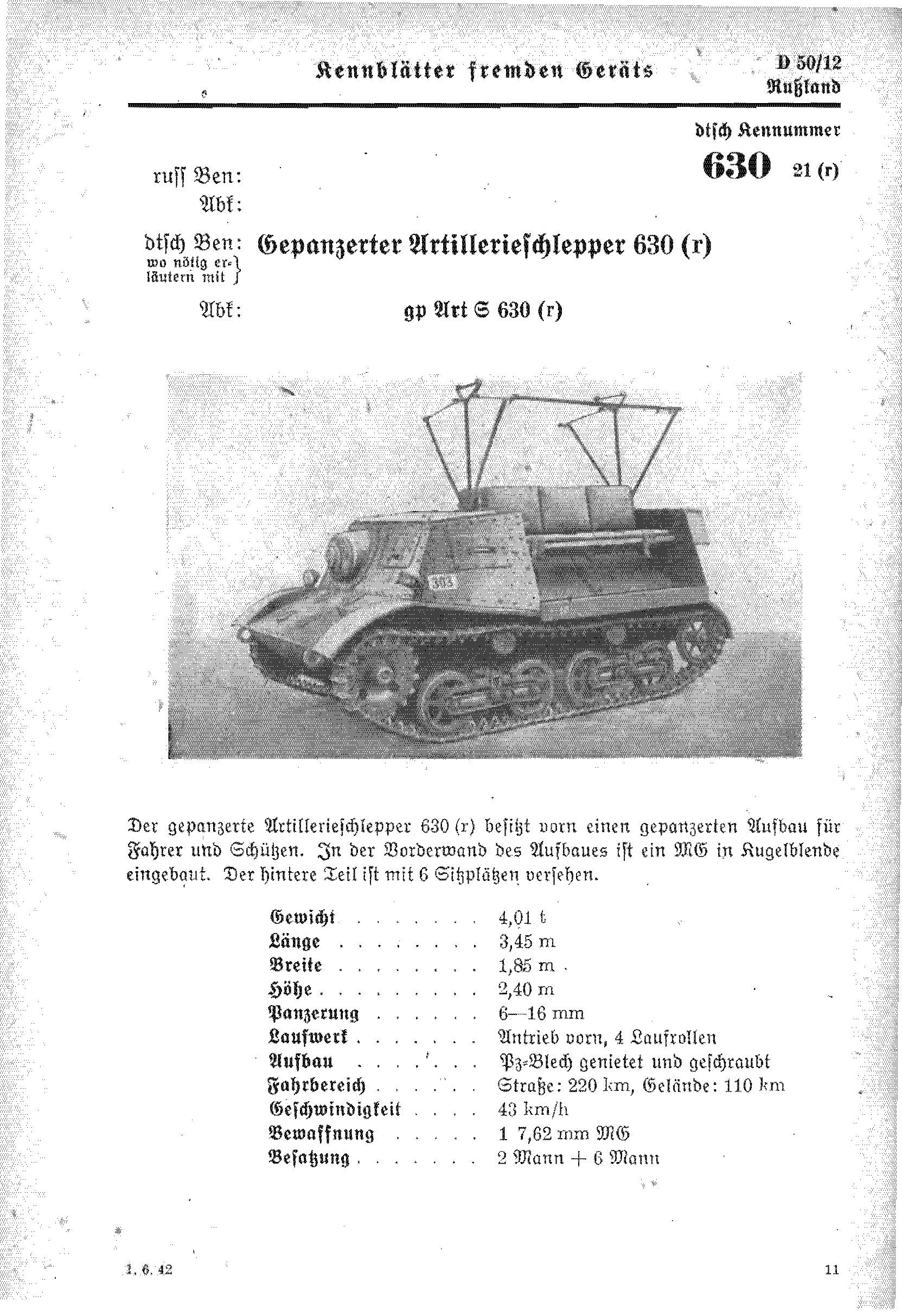
Kennblattbeispiel zu
D50/12 Nr 630 21 (r)

In dieser Liste von gepanzerten Schleppern gemäß den Kennblättern fremden Geräts D 50/12 werden Fremdgeräte vom Typ gepanzerter Artilleriezugmaschinen aufgeführt, die vom Heereswaffenamt verzeichnet wurden.
Nachfolgend ein Überblick/Auszug zur offiziellen Dokumentation Kennblätter fremden Geräts D 50/12: Kraftfahrzeuge.

## Hinweise zur Liste
Aufbau der Tabelle
Untenstehende Tabelle führt folgenden Spalteninhalte:
- dtsch. Kennnr. (deutsche Kenn-Nummer), dies entspricht dem Originalindex in den Kopfzeilen der Kennblätter mit Kennnummer, Stoffgebietenummer und Beutezeichen.
- Abk. dtsch. Ben. (Abkürzung deutsche Benennung), Originalbezeichnung entnommen aus der fünften Zeile der Kennblätter.
- Landesbez. nach HWA (Heereswaffenamt), Originalangaben entnommen aus der ersten Zeile der Kennblätter.
- (Wikipedia-Artikel) Link zum Wikipedia-Artikel in runden Klammern in der zweiten Zeile unter Landesbez. nach HWA.
- Bild, eine Bildauswahl aus Wikipedia für dieses Objekt.
- Bemerkungen, Originalangaben entnommen aus den erweiterten Angaben der Kennblätter.

 Info: Die in der Tabelle angegebenen Originaleinträge sollen nicht geändert werden, weil diese den Angaben aus den Kennblättern entsprechen. Nach neuerem Forschungsstand sind teilweise Errata in den Kennblättern erkannt worden. Diese werden unten im Abschnitt Anmerkungen jeweils zur Kenn-Nummer erläutert. Die Wikilinks in den runden Klammern sollten das Lemma der entsprechenden Artikel in Wikipedia enthalten.#

## Tabellarische Übersicht
| dtsch. Kennnr. | Abk. dtsch. Ben.    | Landesbez.nach HWA (Wikipedia-Artikel)           | Bild         | Bemerkungen |
| -------------- | ------------------- | ------------------------------------------------ | ------------ | --- |
| 630 21 (f)     | gp Mun S UE 630 (f) | Chenillette Renault UE (Renault UE Chenillette)  |              | zur Versorgung der vorderen Linien mit Munition, Verpflegung und Stellungswechsel schwerer Inf-Waffen, Baujahr 1934 |
| 630 21 (i)     | gp K S 47/32 (i)    | Carro Comando Plotone Semoventi DA 47/32 (L6/40) |              | gleiches Fahrgestell wie Pz Kpfw L/6                                                                                |
| 630 21 (r)     | gp Art S 630 (r)    | in D 50/12 keine Angabe (T-20 Komsomolez)        |              | gepanzerter Aufbau für Fahrer und Schütze                                                                           |
| 730 21 (e)     | gp MG Tr CL 730 (e) | Carden Loyd Carrier Mk VI (Carden-Loyd Tankette) |              | veraltet und wird ersetzt durch gp MG tr Br 731 (e)                                                                 |
| 730 21 (h)     | gp MG Tr CL 730 (e) | in D 50/12 keine Angabe (Carden-Loyd Tankette)   |              | Erzeugnis der englischen Firma Vickers-Armstrong                                                                    |
| 731 21 (e)     | gp MG Tr Br 731 (e) | Bren Carrier (Universal Carrier)                 |              | |
| 732 21 (e)     | gp MG Tr Br 732 (e) | Armoured Scout Carrier (Scout carrier)           | Bilderwunsch | gleiches Fahrgestell wie gp MG Tr Br 731 (e), Aufbau jedoch höher und stärker                                       |